# 生死疲劳
《生死疲劳》，寻根文学作家莫言的代表作之一，在2006年出版，这本小说以各种动物的眼界描述了20世纪中后期的中国农村农民和土地的关系变迁，2009年，这本小说获得纽曼华语文学奖，英文版在2008年首次发行。书名“生死疲劳”来自佛经：“生死疲劳，从贪欲起，少欲无为，身心自在。”

## 内容
1950年到2000年这50年之间，农民和土地的关系变迁，这书中展开，主人公是地主西门闹一家和农民蓝解放一家。地点是山东省高密縣。
中华人民共和国建立之后，实行土地改革制度，地主西门闹被枪毙，西门闹认为自己死得冤枉，他深爱自己的土地，在地狱喊冤，阎王爷让他在六道转世投胎，他一共转世六次：驴、牛、猪、狗、猴、人， 世世代代都转世在自己的土地上，守护着自己的土地。通过各种动物的眼睛，主人公看到了中国共产党发动的政治运动，包括大跃进、大饥荒、文化大革命和改革开放等事件，一直延续到2000年的新年前夜。

## 艺术特色
2012年，莫言获得诺贝尔文学奖之后，记者向其询问推荐读自己的哪本书，他推荐《生死疲劳》，再看《丰乳肥臀》，“因为这本书比较全面地代表了我的写作风格，以及我在小说艺术上所做的一些探索。小说中人跟动物之间可以自由地变化，通过动物的眼睛来观看中国最近50年来社会、历史的变化。力争用一种最自由、最没有局限的语言来表达我内心深处的想法。所以我觉得这本书是对社会现实的关注，和对文学探索、文学创作的一种比较完美、统一的结合。”

## 主要人物
- 西门闹，西门屯地主，被枪毙後，转生为驴、牛、猪、狗、猴、大头婴儿蓝千岁。本書敘事主人公之一。
- 白氏，地主婆西门闹正妻。
- 迎春，西门闹二姨太太，中共建政后改嫁蓝脸。
- 吴秋香，西门闹三姨太太，中共建政后改嫁黄瞳。
- 蓝脸，原西门闹家长工，中共建政后一直单干，为全中國唯一坚持到底的单干户。
- 西门金龙，西门闹与迎春之子，中共建政後一度隨養父姓藍。「文革」期間曾任西门屯大队革委会主任。後任养猪场场长、团支部书記，「改革開放」後任西門屯村党支部书記、旅游开发区董事长。
- 西门宝凤，西门闹与迎春之女，西门屯「赤腳医生」，先嫁马良才，后与常天红同居。
- 蓝解放，蓝脸与迎春之子，曾任县供销社主任、副县长等职。本書敘事主人公之一。
- 洪泰岳，西门屯村村长、合作社社长、党支部书記。
- 黄瞳，西门屯村民兵隊長、西门屯村生长大队大队长。
- 黄互助，黄瞳与吴秋香之女，先嫁西門金龙，后与蓝解放同居。
- 黄合作，黄瞳与吴秋香之女，蓝解放之妻。
- 庞虎，「志願軍」英雄，曾任县第五棉花加工厂厂长兼书记。
- 王乐云，庞虎妻子。
- 庞抗美，庞虎与王乐云之女。曾任县委书记。常天红妻子，西门金龙的情人。
- 庞春苗，庞虎与王乐云之女。蓝解放的情人、繼妻。
- 马良才，西门屯小学教师、校长。
- 常天红，毕业于省艺术学院声乐系，曾隨「四清」工作隊在西门屯工作，「文革」時任县革命委員会副主任，後任县猫腔剧团副团长。
- 蓝開放，蓝解放与黄合作之子，曾任縣城車站派出所副所长。
- 庞凤凰，西门金龙与庞抗美之女。蓝开放的情人，生育大头婴儿蓝千岁
- 西门欢，西门金龙与黄互助义子

## 创作过程
小说创作一共用了43天的写作时间，字数55万。

## 评价
龙应台曾说自己最喜欢莫言的《生死疲劳》。

## 译本
《生死疲劳》有如下译本：
- 意大利本:（Patrizia Liberati译，2006年）
- 英文译本：（葛浩文译，2008年）
- 法文译本：（尚德兰译，2009年）
- 瑞典文译本：（陈安娜译，2012年）
- 西班牙文译本：（Carlos Ossés译，2009年）
- 德文译本：（郝慕天译，2009年）
- 日文译本：（吉田富夫译，2008年）